# Fabio Dal Zotto
Fabio Dal Zotto (* 17. července 1957 Vicenza, Itálie) je bývalý italský sportovní šermíř, který se specializoval na šerm fleretem. Bratranec Andrea Borella reprezentoval Itálii v šermu fleretem.
Itálii reprezentoval v sedmdesátých a osmdesátých letech. Na olympijských hrách startoval v roce 1976 v soutěži jednotlivců a družstev. V soutěži jednotlivců získal na olympijských hrách zlatou olympijskou medaili. V roce 1980 přišel o olympijské hry kvůli bojkotu některých italských složek vrcholového sportu. V roce 1979 obsadil třetí místo na mistrovství světa v soutěži jednotlivců. S italským družstvem fleretistů vybojoval na olympijských hrách 1976 stříbrnou olympijskou medaili. S družstvem vybojoval třikrát druhé (1977, 1979, 1981) místo na mistrovství světa.